# قائمة الجوائز والترشيحات التي تلقتها سلسلة أفلام مباريات الجوع
قائمة الجوائز والترشيحات التي تلقتها سلسلة أفلام مباريات الجوع قائمة تُسجّل الترشيحات والجوائز التي تلقتها سلسلة أفلام مباريات الجوع المقتبسة من سلسلة مباريات الجوع للمؤلفة الأمريكية سوزان كولنز. والسلسلة من توزيع شركة ليونزغيت إنترتاينمنت، وقام ببطولتها جينيفر لورنس في دور كاتنيس إيفردين، جوش هوتشرسن في دور بيتا ميلاريك. وبدأت السلسلة بفيلم مباريات الجوع الذي صدر في العام 2012، ثم فيلم مباريات الجوع: ألسنة اللهب في العام 2013، وتبعهما كل من مباريات الجوع: الطائر المقلد - الجزء الأول (2014) وأخيرًا: مباريات الجوع: الطائر المقلد - الجزء الثاني (2015). كان لجينيفر لورنس حصة الأسد في سجل الترشيحات والجوائز التي نالتها السلسلة.

## مباريات الجوع

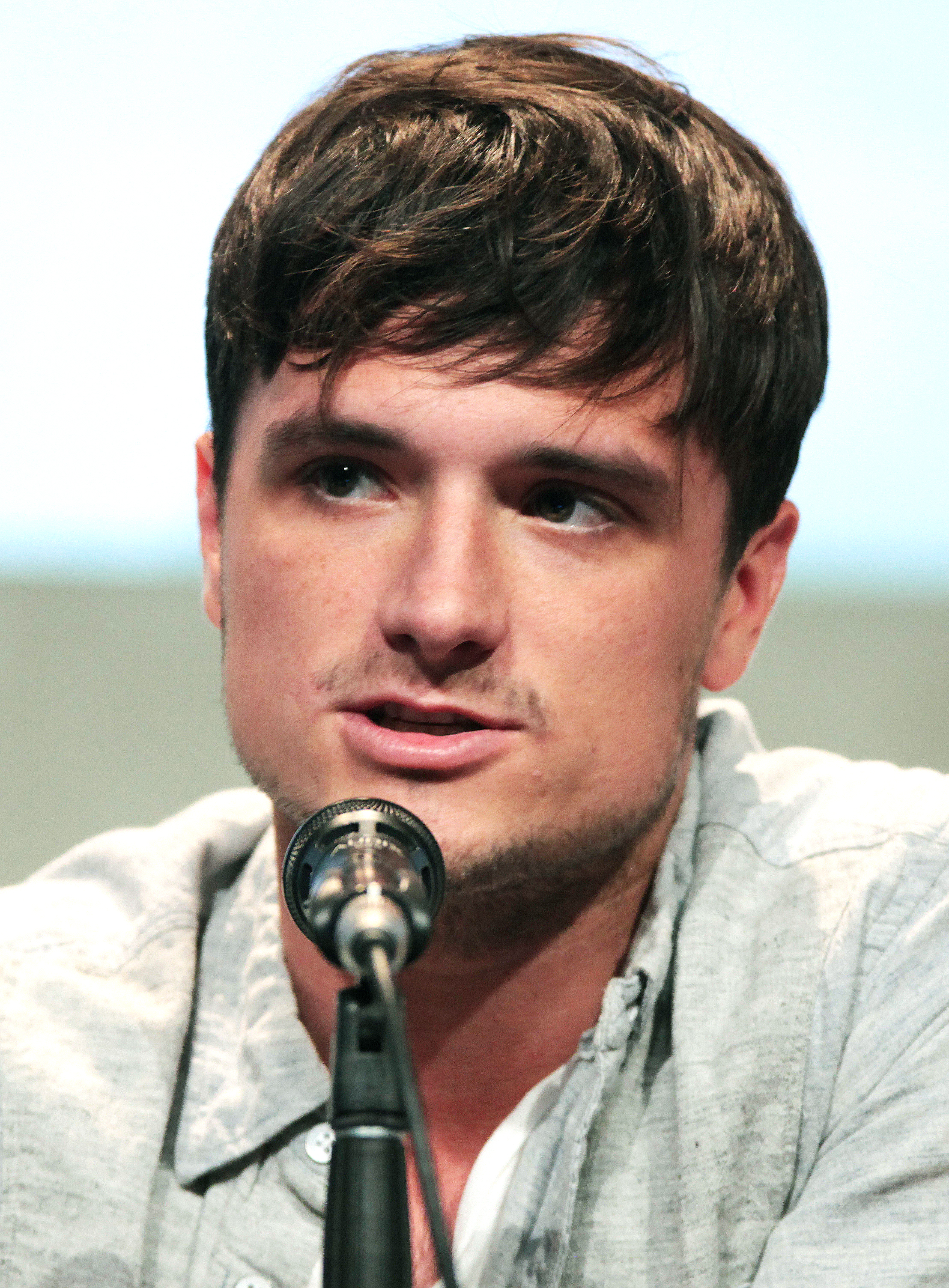
جوش هوتشرسن في دور بيتا ميلاريك.

| الجائزة                                        | تاريخ الحفل                          | الصنف                                 | قُدِّمت لـ                                                                                             | نتيجة | المصادر |
| ---------------------------------------------- | ------------------------------------ | ------------------------------------- | --------------------------------------------------------------------------------------------------- | ----- | ------- |
| الجمعية الأمريكية للملحنين والمؤلفين والناشرين | 20 يونيو 2013                        |                                       | جيمس نيوتن هاورد                                                                                    | فوز   | [ 1 ]   |
| جوائز آرتيوس ‏                                  | 10 يناير 2013                        | أفضل ممثلة في فيلم أكشن               | ديبرا زين وجاكي بورش                                                                                | رُشِّح   | [ 2 ]   |
| جوائز بلاك ريل                                 | 7 فبراير 2013                        |                                       | أماندلا ستينبرغ                                                                                     | رُشِّح   | [ 3 ]   |
| جوائز الاكاديمية البريطانية للأطفال            | 25 نوفمبر 2012                       |                                       | مباريات الجوع (فيلم)                                                                                | فوز   | [ 4 ]   |
| جوائز الاكاديمية البريطانية للأطفال            | 25 نوفمبر 2012                       |                                       | مباريات الجوع (فيلم)                                                                                | رُشِّح   | [ 4 ]   |
| جوائز سي إم تي الموسيقية                       | 6 يونيو 2012                         |                                       | أغنية سيف & ساوند لتايلور سويفت                                                                     | رُشِّح   | [ 5 ]   |
| جوائز سي إم تي الموسيقية                       | 6 يونيو 2012                         | فيديو العام                           | أغنية سيف & ساوند لتايلور سويفت                                                                     | رُشِّح   | [ 5 ]   |
| جائزة اختيار النقاد للأفلام                    | 10 يناير 2013                        | أفضل ممثلة في فيلم أكشن               | جينيفر لورنس                                                                                        | فوز   | [ 6 ]   |
| جوائز دو سامثينغ ‏                              | 21 أغسطس 2012                        | نجم الفيلم                            | جوش هوتشرسن                                                                                         | فوز   | [ 7 ]   |
| جوائز دو سامثينغ ‏                              | 21 أغسطس 2012                        | نجم الفيلم                            | ليام هيمسورث                                                                                        | رُشِّح   | [ 7 ]   |
| جوائز إمباير                                   | 24 مارس 2013                         | جائزة إمباير لأفضل ممثلة              | جينيفر لورنس                                                                                        | فوز   | [ 8 ]   |
| جائزة الغولدن غلوب                             | حفل توزيع جوائز الغولدن غلوب السبعون | جائزة غولدن غلوب لأفضل أغنية أصلية    | "أغنية سيف & ساوند لتايلور سويفت" (تايلور سويفت، جوي ويليامز، جون باول وايت، تي بون بارنيت)         | رُشِّح   | [ 9 ]   |
| جائزة غرامي                                    | 10 فبراير 2013                       |                                       | "أغنية سيف & ساوند لتايلور سويفت" (تايلور سويفت، جوي ويليامز، جون باول وايت، تي بون بارنيت)         | فوز   | [ 4 ]   |
| جائزة غرامي                                    | 10 فبراير 2013                       | رُشِّح                                   | |       | [ 4 ]   |
| جائزة هوغو                                     | 1 سبتمبر 2013                        |                                       | سلسلة مباريات الجوع                                                                                 | رُشِّح   | [ 10 ]  |
| جوائز كرنغ!                                    | 7 يونيو 2012                         | أفضل فيلم                             | سلسلة مباريات الجوع                                                                                 | فوز   | [ 11 ]  |
| جائزة اختيار أطفال نكلوديون                    | جائزة اختيار الأطفال نكلوديون 2013   | الفيلم المفضّل                         | سلسلة مباريات الجوع                                                                                 | فوز   | [ 12 ]  |
| جائزة اختيار أطفال نكلوديون                    | جائزة اختيار الأطفال نكلوديون 2013   | أفضل ممثلة في الفيلم                  | جينيفر لورنس                                                                                        | رُشِّح   | [ 12 ]  |
| جائزة اختيار أطفال نكلوديون                    | جائزة اختيار الأطفال نكلوديون 2013   |                                       | جينيفر لورنس                                                                                        | رُشِّح   | [ 12 ]  |
| جوائز إم تي في للأفلام                         | 3 يونيو 2012                         |                                       | سلسلة مباريات الجوع                                                                                 | رُشِّح   | [ 13 ]  |
| جوائز إم تي في للأفلام                         | 3 يونيو 2012                         | جائزة إم تي في لأفضل ثنائي على الشاشة | جينيفر لورنس، جوش هوتشرسن، ليام هيمسورث، إليزابيث بانكس، الكسندر لودفيج، وودي هارلسون وليني كرافيتز | رُشِّح   | [ 13 ]  |
| جوائز إم تي في للأفلام                         | 3 يونيو 2012                         | جائزة إم تي في للأفلام لأفضل أداء     | جوش هوتشرسن                                                                                         | فوز   | [ 13 ]  |
| جوائز إم تي في للأفلام                         | 3 يونيو 2012                         | جائزة إم تي في للأفلام لأفضل أداء     | جينيفر لورنس                                                                                        | فوز   | [ 13 ]  |
| جوائز إم تي في للأفلام                         | 3 يونيو 2012                         | جائزة إم تي في لأفضل معركة            | جينيفر لورنس & جوش هوتشرسن vs. الكسندر لودفيج                                                       | فوز   | [ 13 ]  |
| جوائز إم تي في للأفلام                         | 3 يونيو 2012                         | البطل الأفضل                          | جينيفر لورنس                                                                                        | رُشِّح   | [ 13 ]  |
| جوائز إم تي في للأفلام                         | 3 يونيو 2012                         | جائزة إم تي في لأفضل قبلة             | جينيفر لورنس وجوش هوتشرسن                                                                           | رُشِّح   | [ 13 ]  |
| جوائز إم تي في للأفلام                         | 3 يونيو 2012                         |                                       | إليزابيث بانكس                                                                                      | فوز   | [ 13 ]  |
| جوائز إم تي في للأفلام                         | 3 يونيو 2012                         |                                       | ليام هيمسورث                                                                                        | رُشِّح   | [ 13 ]  |
| جوائز إن أي أي سي بي للصور                     | February 1, 2013                     |                                       | ليني كرافيتز                                                                                        | رُشِّح   | [ 14 ]  |
| جوائز إن أي أي سي بي للصور                     | February 1, 2013                     |                                       | أماندلا ستينبرغ                                                                                     | رُشِّح   | [ 14 ]  |
| جوائز نبيلا                                    | 18 مايو 2013                         |                                       | سلسلة مباريات الجوع                                                                                 | رُشِّح   | [ 15 ]  |
| جوائز ناوناونكست                               | 11 أبريل 2012                        |                                       | جوش هوتشرسن                                                                                         | فوز   | [ 16 ]  |
| جوائز خيار الشعب                               | 9 يناير 2013                         | الفيلم المُفضّل                         | سلسلة مباريات الجوع                                                                                 | فوز   | [ 17 ]  |
| جوائز خيار الشعب                               | 9 يناير 2013                         | فيلم الأكشن المُفضّل                    | سلسلة مباريات الجوع                                                                                 | فوز   | [ 17 ]  |
| جوائز خيار الشعب                               | 9 يناير 2013                         | امتياز الفيلم المفضل                  | سلسلة مباريات الجوع                                                                                 | فوز   | [ 17 ]  |
| جوائز خيار الشعب                               | 9 يناير 2013                         | الوجه المفضّل                          | جينيفر لورنس                                                                                        | فوز   | [ 17 ]  |
| جوائز خيار الشعب                               | 9 يناير 2013                         | ممثلة الفيلم المفضّلة                  | جينيفر لورنس                                                                                        | فوز   | [ 17 ]  |
| جوائز خيار الشعب                               | 9 يناير 2013                         |                                       | جينيفر لورنس، جوش هوتشرسن وليام هيمسورث                                                             | فوز   | [ 17 ]  |
| جوائز خيار الشعب                               | 9 يناير 2013                         |                                       | مجالدون                                                                                             | رُشِّح   | [ 17 ]  |
| جائزة زحل                                      | 26 يونيو 2013                        | جائزة زحل لأفضل فيلم خيال علمي        | مباريات الجوع (فيلم)                                                                                | رُشِّح   | [ 18 ]  |
| جائزة زحل                                      | 26 يونيو 2013                        | جائزة زحل لأفضل ممثلة                 | جينيفر لورنس                                                                                        | فوز   | [ 18 ]  |
| جوائز جمعية مديري التصوير                      | 9 مارس 2013                          |                                       | دوان مانويلير                                                                                       | رُشِّح   | [ 19 ]  |
| جائزة اختيار المراهقين                         | 22 يوليو 2012                        |                                       | سلسلة مباريات الجوع                                                                                 | فوز   | [ 20 ]  |
| جائزة اختيار المراهقين                         | 22 يوليو 2012                        |                                       | جوش هوتشرسن                                                                                         | فوز   | [ 20 ]  |
| جائزة اختيار المراهقين                         | 22 يوليو 2012                        |                                       | جينيفر لورنس                                                                                        | فوز   | [ 20 ]  |
| جائزة اختيار المراهقين                         | 22 يوليو 2012                        |                                       | ليام هيمسورث                                                                                        | فوز   | [ 20 ]  |
| جائزة اختيار المراهقين                         | 22 يوليو 2012                        |                                       | جينيفر لورنس & أماندلا ستينبرغ                                                                      | فوز   | [ 20 ]  |
| جائزة اختيار المراهقين                         | 22 يوليو 2012                        |                                       | جينيفر لورنس & جوش هوتشرسن                                                                          | فوز   | [ 20 ]  |
| جائزة اختيار المراهقين                         | 22 يوليو 2012                        |                                       | ليام هيمسورث                                                                                        | فوز   | [ 20 ]  |
| جائزة اختيار المراهقين                         | 22 يوليو 2012                        |                                       | إليزابيث بانكس                                                                                      | رُشِّح   | [ 20 ]  |
| جائزة اختيار المراهقين                         | 22 يوليو 2012                        |                                       | الكسندر لودفيج                                                                                      | فوز   | [ 20 ]  |

## مباريات الجوع: ألسنة اللهب

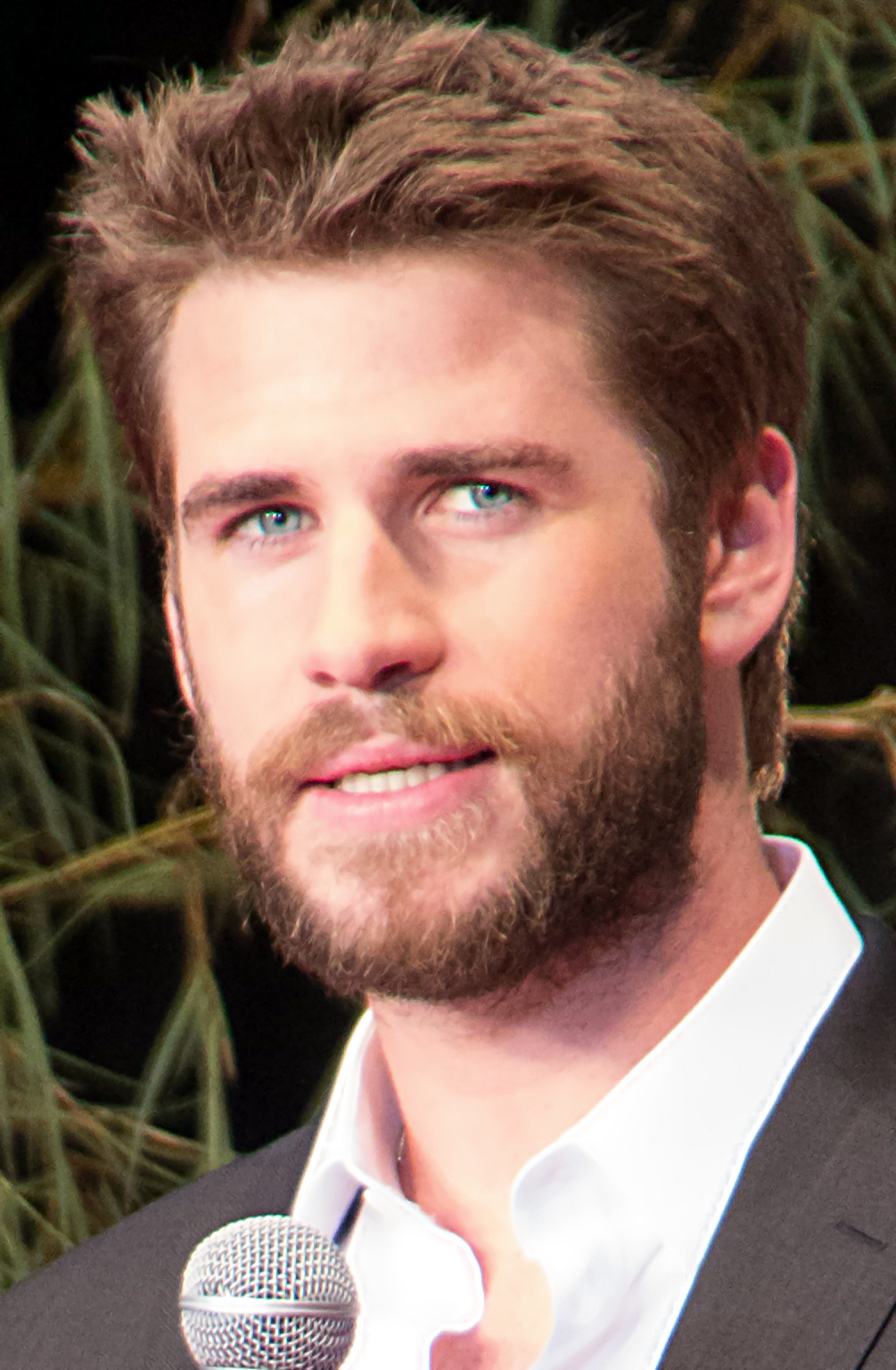
ليام هيمسورث في دور غايل هاوثرون.

| الجائزة                              | تاريخ الحفل                                  | الصنف                              | قُدِّمت لـ                                                | نتيجة | المصادر |
| ------------------------------------ | -------------------------------------------- | ---------------------------------- | ------------------------------------------------------ | ----- | ------- |
| جوائز نقابة مصممي الأزياء ‏           | فبراير 2014                                  |                                    | مباريات الجوع: ألسنة اللهب                             | فوز   | [ 21 ]  |
| جائزة اختيار النقاد للأفلام          | 16 يناير 2014                                | فيلم الأكشن الأفضل                 | مباريات الجوع: ألسنة اللهب                             | رُشِّح   | [ 22 ]  |
| جائزة اختيار النقاد للأفلام          | 16 يناير 2014                                | أفضل ممثلة في فيلم أكشن            | جينيفر لورنس                                           | رُشِّح   | [ 22 ]  |
| جائزة اختيار النقاد للأفلام          | 16 يناير 2014                                | أفضل أغنية                         | "أغنية أطلس لكولدبلاي" (كولدبلاي)                      | رُشِّح   | [ 22 ]  |
| جوائز مجتمع نقاد دنفر السينمائي      | 13 يناير 2014                                | أفضل أغنية أصلية                   | "أغنية أطلس لكولدبلاي" (كولدبلاي)                      | رُشِّح   | [ 23 ]  |
| جوائز مجتمع نقاد ديترويت السينمائي ‏  | 13 ديسمبر 2013                               | أفضل ممثل مساعد                    | ستانلي توتشي                                           | رُشِّح   | [ 24 ]  |
| جوائز إمباير                         | 30 مارس 2014                                 | جائزة إمباير لأفضل فيلم            | مباريات الجوع: ألسنة اللهب                             | رُشِّح   | [ 25 ]  |
| جوائز إمباير                         | 30 مارس 2014                                 | جائزة إمباير لأفضل ممثلة           | جينيفر لورنس                                           | رُشِّح   | [ 25 ]  |
| جوائز إمباير                         | 30 مارس 2014                                 | جائزة إمباير لأفضل ممثل مساعد      | سام كلافلن                                             | رُشِّح   | [ 25 ]  |
| جوائز إمباير                         | 30 مارس 2014                                 | جائزة إمباير لأفضل فيلم خيال علمي  | مباريات الجوع: ألسنة اللهب                             | رُشِّح   | [ 25 ]  |
| جوائز إمباير                         | 30 مارس 2014                                 |                                    | مباريات الجوع: ألسنة اللهب                             | فوز   | [ 25 ]  |
| جائزة الغولدن غلوب                   | حفل توزيع جوائز الغولدن غلوب الواحد والسبعون | جائزة غولدن غلوب لأفضل أغنية أصلية | "أغنية أطلس لكولدبلاي" (كولدبلاي)                      | رُشِّح   | [ 26 ]  |
| جائزة غرامي                          | 26 يناير 2014                                |                                    | "أغنية أطلس لكولدبلاي" (كولدبلاي)                      | رُشِّح   | [ 27 ]  |
| جوائز هوليوود السينمائية             | 18-20 أكتوبر 2013                            | أفضل أغنية                         | "أغنية أطلس لكولدبلاي" (كولدبلاي)                      | فوز   | [ 28 ]  |
| جائزة هوغو                           | 17 أغسطس 2014                                |                                    | مباريات الجوع: ألسنة اللهب                             | رُشِّح   | [ 29 ]  |
| دائرة نقاد لندن                      | 2 فبراير 2014                                |                                    | تريش سامرفيل                                           | رُشِّح   | [ 30 ]  |
| جائزة اختيار أطفال نكلوديون          | 29 مارس 2014                                 |                                    | مباريات الجوع: ألسنة اللهب                             | فوز   | [ 31 ]  |
| جائزة اختيار أطفال نكلوديون          | 29 مارس 2014                                 | ممثلة الفيلم المُفضّلة               | جينيفر لورنس                                           | فوز   | [ 31 ]  |
| جائزة اختيار أطفال نكلوديون          | 29 مارس 2014                                 |                                    | جينيفر لورنس                                           | فوز   | [ 31 ]  |
| جائزة اختيار أطفال نكلوديون          | 29 مارس 2014                                 | جينا مالون                         | رُشِّح                                                    |       | [ 31 ]  |
| جوائز إم تي في للأفلام               | 14 أبريل 2013                                |                                    | مباريات الجوع: ألسنة اللهب                             | فوز   | [ 32 ]  |
| جوائز إم تي في للأفلام               | 14 أبريل 2013                                | جائزة إم تي في للأفلام لأفضل أداء  | جوش هوتشرسن                                            | فوز   | [ 32 ]  |
| جوائز إم تي في للأفلام               | 14 أبريل 2013                                | جائزة إم تي في للأفلام لأفضل أداء  | جينيفر لورنس                                           | فوز   | [ 32 ]  |
| جوائز إم تي في للأفلام               | 14 أبريل 2013                                |                                    | سام كلافلن                                             | رُشِّح   | [ 32 ]  |
| جوائز إم تي في للأفلام               | 14 أبريل 2013                                | جائزة إم تي في لأفضل معركة         | جينيفر لورنس، جوش هوتشرسن وسام كلافلن ضد ميوتنت مانكيز | رُشِّح   | [ 32 ]  |
| جوائز إم تي في للأفلام               | 14 أبريل 2013                                | جائزة إم تي في لأفضل شرير          | دونالد سثرلاند                                         | رُشِّح   | [ 32 ]  |
| جوائز إم تي في للأفلام               | 14 أبريل 2013                                | الشخصية المُفضّلة                    | جينيفر لورنس                                           | رُشِّح   | [ 32 ]  |
| جوائز إم تي في للأفلام               | 14 أبريل 2013                                |                                    | إليزابيث بانكس                                         | رُشِّح   | [ 32 ]  |
| جوائز إم تي في للأفلام               | 14 أبريل 2013                                |                                    | ليام هيمسورث                                           | رُشِّح   | [ 32 ]  |
| جوائز نبيلا                          | 17 مايو 2014                                 |                                    | مباريات الجوع: ألسنة اللهب                             | رُشِّح   | [ 33 ]  |
| جوائز خيار الشعب                     | 8 يناير 2014                                 |                                    | مباريات الجوع: ألسنة اللهب                             | فوز   | [ 34 ]  |
| جوائز جمعية سان دييغو لنقاد السينما ‏ | 11 ديسمبر 2013                               |                                    | إليزابيث بانكس                                         | رُشِّح   | [ 35 ]  |
| جوائز جمعية سان دييغو لنقاد السينما ‏ | 11 ديسمبر 2013                               |                                    | آلان إدوارد بيل                                        | رُشِّح   | [ 35 ]  |
| جائزة زحل                            | 26 يونيو 2014                                | جائزة زحل لأفضل فيلم خيال علمي     | مباريات الجوع: ألسنة اللهب                             | رُشِّح   | [ 36 ]  |
| جائزة زحل                            | 26 يونيو 2014                                | جائزة زحل لأفضل مخرج               | فرانسيس لورانس                                         | رُشِّح   | [ 36 ]  |
| جائزة زحل                            | 26 يونيو 2014                                | جائزة زحل لأفضل ممثلة              | جينيفر لورنس                                           | رُشِّح   | [ 36 ]  |
| جائزة زحل                            | 26 يونيو 2014                                |                                    | جينا مالون                                             | رُشِّح   | [ 36 ]  |
| جائزة زحل                            | 26 يونيو 2014                                |                                    | فيليب ميسينا                                           | رُشِّح   | [ 36 ]  |
| جائزة زحل                            | 26 يونيو 2014                                |                                    | آلان إدوارد بيل                                        | رُشِّح   | [ 36 ]  |
| جائزة زحل                            | 26 يونيو 2014                                |                                    | تريش سامرفيل                                           | فوز   | [ 36 ]  |
| جائزة اختيار المراهقين               | 10 أغسطس 2014                                |                                    | مباريات الجوع: ألسنة اللهب                             | فوز   | [ 37 ]  |
| جائزة اختيار المراهقين               | 10 أغسطس 2014                                |                                    | جوش هوتشرسن                                            | فوز   | [ 37 ]  |
| جائزة اختيار المراهقين               | 10 أغسطس 2014                                | ليام هيمسورث                       | رُشِّح                                                    |       | [ 37 ]  |
| جائزة اختيار المراهقين               | 10 أغسطس 2014                                |                                    | جينيفر لورنس                                           | فوز   | [ 37 ]  |
| جائزة اختيار المراهقين               | 10 أغسطس 2014                                |                                    | جينيفر لورنس & جوش هوتشرسن                             | رُشِّح   | [ 37 ]  |
| جائزة اختيار المراهقين               | 10 أغسطس 2014                                |                                    | سام كلافلن                                             | رُشِّح   | [ 37 ]  |
| جائزة اختيار المراهقين               | 10 أغسطس 2014                                |                                    | دونالد سثرلاند                                         | فوز   | [ 37 ]  |
| جوائز هوليوود الشبابية               | 28 يوليو 2014                                | أفضل ثلاثي                         | جينيفر لورنس، ليام هيمسورث وجوش هوتشرسن                | رُشِّح   | [ 38 ]  |
| جوائز هوليوود الشبابية               | 28 يوليو 2014                                |                                    | مباريات الجوع: ألسنة اللهب                             | رُشِّح   | [ 38 ]  |
| جوائز هوليوود الشبابية               | 28 يوليو 2014                                |                                    | مباريات الجوع: ألسنة اللهب                             | رُشِّح   | [ 38 ]  |

## مباريات الجوع: الطائر المقلد - الجزء الأول

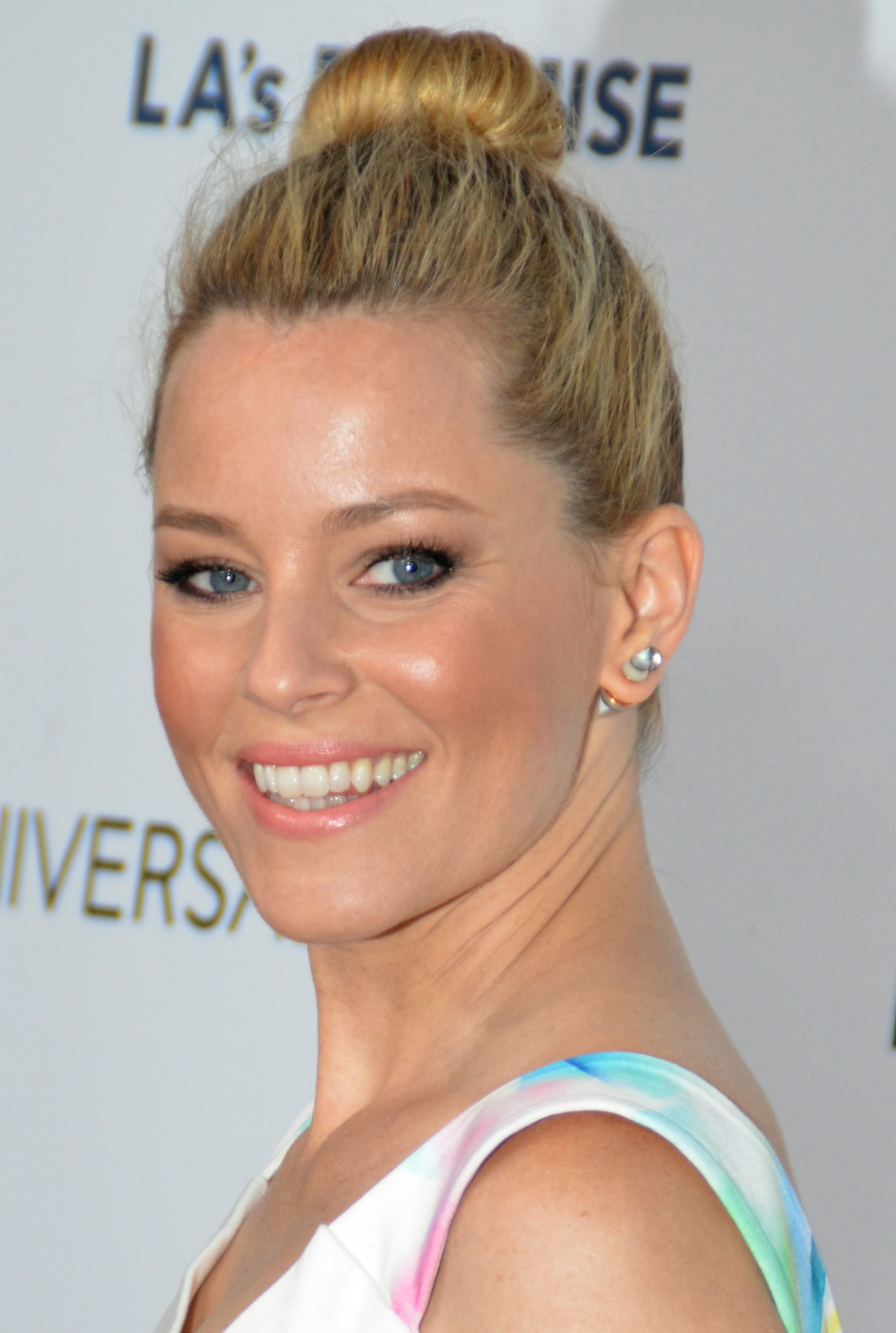
إليزابيث بانكس في دور قائمة شخصيات مباريات الجوع.

| الجائزة                           | تاريخ الحفل                                  | الصنف                              | قُدِّمت لـ                                    | نتيجة | المصادر |
| --------------------------------- | -------------------------------------------- | ---------------------------------- | ------------------------------------------ | ----- | ------- |
| تحالف الصحفيات السينمائيات        | 12 يناير 2015                                |                                    | جينيفر لورنس                               | رُشِّح   | [ 39 ]  |
| جوائز بلاك ريل                    | 19 فبراير 2015                               |                                    | باتينا ميلر                                | رُشِّح   | [ 40 ]  |
| جوائز نقابة مصممي الأزياء ‏        | 17 فبراير 2015                               |                                    | مباريات الجوع: الطائر المقلد - الجزء الأول | رُشِّح   | [ 41 ]  |
| جائزة اختيار النقاد للأفلام       | 15 يناير 2015                                | أفضل ممثلة في فيلم أكشن            | جينيفر لورنس                               | رُشِّح   | [ 22 ]  |
| جائزة اختيار النقاد للأفلام       | 15 يناير 2015                                | أفضل أغنية                         | "يلو فليكر بيت" (لورد (مغنية))             | رُشِّح   | [ 22 ]  |
| جائزة الغولدن غلوب                | حفل توزيع جوائز الغولدن غلوب الثاني والسبعون | جائزة غولدن غلوب لأفضل أغنية أصلية | "يلو فليكر بيت" (لورد (مغنية))             | رُشِّح   | [ 42 ]  |
| جائزة اختيار أطفال نكلوديون       | 28 مارس 2015                                 |                                    | مباريات الجوع: الطائر المقلد - الجزء الأول | فوز   | [ 43 ]  |
| جائزة اختيار أطفال نكلوديون       | 28 مارس 2015                                 | النجمُ المفضّل                       | ليام هيمسورث                               | فوز   | [ 43 ]  |
| جائزة اختيار أطفال نكلوديون       | 28 مارس 2015                                 | النجمةُ المفضّلة                     | جينيفر لورنس                               | فوز   | [ 43 ]  |
| جائزة اختيار أطفال نكلوديون       | 28 مارس 2015                                 |                                    | دونالد سثرلاند                             | رُشِّح   | [ 43 ]  |
| جوائز إم تي في للأفلام            | 3 يونيو 2012                                 |                                    | مباريات الجوع: الطائر المقلد - الجزء الأول | رُشِّح   | [ 44 ]  |
| جوائز إم تي في للأفلام            | 3 يونيو 2012                                 | جائزة إم تي في للأفلام لأفضل أداء  | جينيفر لورنس                               | رُشِّح   | [ 44 ]  |
| جوائز إم تي في للأفلام            | 3 يونيو 2012                                 |                                    | جينيفر لورنس                               | رُشِّح   | [ 44 ]  |
| جوائز إم تي في للأفلام            | 3 يونيو 2012                                 | أفضل لحظة موسيقية                  | جينيفر لورنس                               | فوز   | [ 44 ]  |
| جوائز إم تي في للأفلام            | 3 يونيو 2012                                 |                                    | إليزابيث بانكس                             | فوز   | [ 44 ]  |
| جوائز ناوناونكست                  | 7 ديسمبر 2014                                |                                    | ناتالي دورمر                               | فوز   | [ 45 ]  |
| جائزة زحل                         | 25 يونيو 2015                                | جائزة زحل لأفضل فيلم خيال علمي     | مباريات الجوع: الطائر المقلد - الجزء الأول | رُشِّح   | [ 46 ]  |
| جائزة زحل                         | 25 يونيو 2015                                | جائزة زحل لأفضل ممثلة              | جينيفر لورنس                               | رُشِّح   | [ 46 ]  |
| جائزة اختيار المراهقين            | 16 أغسطس 2015                                |                                    | مباريات الجوع: الطائر المقلد - الجزء الأول | فوز   | [ 47 ]  |
| جائزة اختيار المراهقين            | 16 أغسطس 2015                                |                                    | جوش هوتشرسن                                | فوز   | [ 47 ]  |
| جائزة اختيار المراهقين            | 16 أغسطس 2015                                | ليام هيمسورث                       | رُشِّح                                        |       | [ 47 ]  |
| جائزة اختيار المراهقين            | 16 أغسطس 2015                                |                                    | جينيفر لورنس                               | فوز   | [ 47 ]  |
| جائزة اختيار المراهقين            | 16 أغسطس 2015                                |                                    | جينيفر لورنس وليام هيمسورث                 | رُشِّح   | [ 47 ]  |
| جائزة اختيار المراهقين            | 16 أغسطس 2015                                |                                    | دونالد سثرلاند                             | رُشِّح   | [ 47 ]  |
| جوائز دائرة نقاد السينما النسائية | 19 ديسمبر 2014                               |                                    | مباريات الجوع: الطائر المقلد - الجزء الأول | فوز   | [ 48 ]  |

## مباريات الجوع: الطائر المقلد - الجزء الثاني

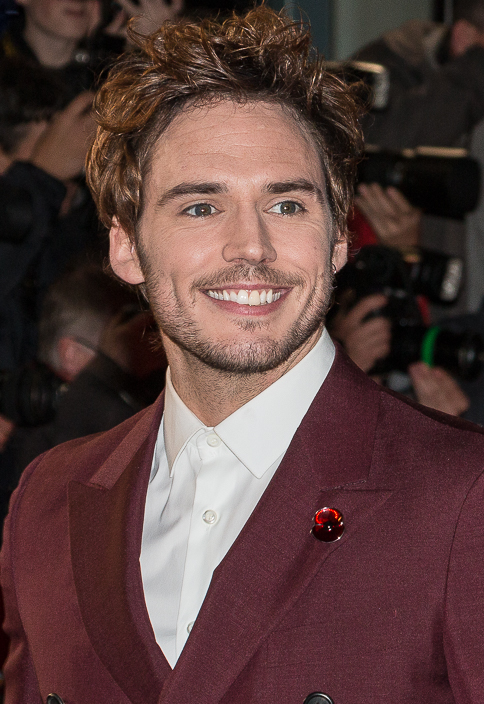
سام كلافلن في دور قائمة شخصيات مباريات الجوع.

| الجائزة                          | تاريخ الحفل    | الصنف                   | قُدِّمت لـ                                                            | نتيجة   | المصادر |
| -------------------------------- | -------------- | ----------------------- | ------------------------------------------------------------------ | ------- | ------- |
| تحالف الصحفيات السينمائيات       | 12 يناير 2016  |                         | جينيفر لورنس                                                       | رُشِّح     | [ 49 ]  |
| جوائز نقابة مصممي الأزياء ‏       | 23 فبراير 2016 |                         | مباريات الجوع: الطائر المقلد - الجزء الثاني                        | رُشِّح     | [ 50 ]  |
| جائزة اختيار النقاد للأفلام      | 17 يناير 2016  | أفضل ممثلة في فيلم أكشن | جينيفر لورنس                                                       | رُشِّح     | [ 51 ]  |
| جوائز إمباير                     | 20 مارس 2016   |                         | مباريات الجوع: الطائر المقلد - الجزء الثاني                        | رُشِّح     | [ 52 ]  |
| جوائز إمباير                     | 20 مارس 2016   |                         | مباريات الجوع: الطائر المقلد - الجزء الثاني                        | رُشِّح     | [ 52 ]  |
| جوائز إمباير                     | 20 مارس 2016   | الممثلة الأفضل          | جينيفر لورنس                                                       | رُشِّح     | [ 52 ]  |
| جمعية جورجيا لنقاد السينما       | 8 يناير 2016   |                         | فرانسيس لورانس، بيتر كريج، داني سترونغ                             | رُشِّح     | [ 53 ]  |
| جائزة اختيار أطفال نكلوديون      | 12 مارس 2016   |                         | مباريات الجوع: الطائر المقلد - الجزء الثاني                        | رُشِّح     | [ 54 ]  |
| جائزة اختيار أطفال نكلوديون      | 12 مارس 2016   | ممثلة الفيلم المُفضّلة    | جينيفر لورنس                                                       | فوز     | [ 54 ]  |
| نقابة خبراء التجميل ومصففي الشعر | 20 فبراير 2016 |                         | في نيل، جلين هيتريك                                                | رُشِّح     | [ 55 ]  |
| جوائز إم تي في للأفلام           | 10 أبريل 2016  |                         | فريق عمل مباريات الجوع: الطائر المقلد - الجزء الثاني               | رُشِّح     | [ 56 ]  |
| جوائز إم تي في للأفلام           | 10 أبريل 2016  |                         | جينيفر لورنس                                                       | رُشِّح     | [ 56 ]  |
| جوائز إم تي في للأفلام           | 10 أبريل 2016  |                         | جينيفر لورنس                                                       | فوز     | [ 56 ]  |
| جائزة زحل                        | 22 يونيو 2016  |                         | مباريات الجوع: الطائر المقلد - الجزء الثاني                        | رُشِّح     | [ 57 ]  |
| 2016 جوائز المقطورة الذهبية      | 4 مايو 2016    |                         | مباريات الجوع: الطائر المقلد - الجزء الثاني                        | رُشِّح     |         |
| 2016 جوائز المقطورة الذهبية      | 4 مايو 2016    |                         | مباريات الجوع: الطائر المقلد - الجزء الثاني                        | رُشِّح     |         |
| 2016 جوائز المقطورة الذهبية      | 4 مايو 2016    |                         | مباريات الجوع: الطائر المقلد - الجزء الثاني                        | فوز     |         |
| 2016 جوائز المقطورة الذهبية      | 4 مايو 2016    |                         | مباريات الجوع: الطائر المقلد - الجزء الثاني                        | رُشِّح     |         |
| 2016 جوائز المقطورة الذهبية      | 4 مايو 2016    |                         | مباريات الجوع: الطائر المقلد - الجزء الثاني                        | فوز     |         |
| 2016 جوائز المقطورة الذهبية      | 4 مايو 2016    |                         | مباريات الجوع: الطائر المقلد - الجزء الثاني                        | رُشِّح     |         |
| 2016 جوائز المقطورة الذهبية      | 4 مايو 2016    |                         | مباريات الجوع: الطائر المقلد - الجزء الثاني                        | رُشِّح     |         |
| 2016 جوائز المقطورة الذهبية      | 4 مايو 2016    |                         | مباريات الجوع: الطائر المقلد - الجزء الثاني                        | رُشِّح     |         |
| 2015 CLIO Key Art Awards         | 22 أكتوبر 2015 |                         | مباريات الجوع: الطائر المقلد - الجزء الثاني                        | فضية    |         |
| 2015 CLIO Key Art Awards         | 22 أكتوبر 2015 |                         | مباريات الجوع: الطائر المقلد - الجزء الثاني                        | فوز     |         |
| 2015 CLIO Key Art Awards         | 22 أكتوبر 2015 |                         | مباريات الجوع: الطائر المقلد - الجزء الثاني                        | فضية    |         |
| 2015 CLIO Key Art Awards         | 22 أكتوبر 2015 |                         | مباريات الجوع: الطائر المقلد - الجزء الثاني (مُلصق شعار الطائر)     | فضية    |         |
| 2015 CLIO Key Art Awards         | 22 أكتوبر 2015 |                         | مباريات الجوع: الطائر المقلد - الجزء الثاني (الثورة هي عنّا جميعنا) | برونزية |         |